# Natura non facit saltus
Natura non facit saltus (del latín: «la naturaleza no procede por saltos») es un principio que expresa la idea de que la naturaleza varía de manera continua y no de manera abrupta. El principio aparece en mecánica clásica, biología evolutiva y economía entre otras disciplinas. Al parecer la idea ha sido aplicada en diferentes circunstancias por numerosos científicos y pensadores desde que Aristóteles formulara la idea de manera aproximada.

## Biología
El principio o afirmación de que Natura non facit saltus en el contexto de la evolución biológica se refiere a que los seres vivos, sus características y propiedades cambian gradualmente más que repentinamente. 
Aristóteles, en su obra Historia Animalium, expresó claramente lo que luego se denominó Scala Naturae o «Gran Cadena de los Seres»: «La naturaleza avanza poco a poco desde lo inanimado hasta la vida animal, de una manera que es imposible determinar exactamente, cuál es el límite de demarcación, ni a qué grupo podrían pertenecer las formas intermedias».
En los inicios de nuestra era, los organismos que poseían características externas de animales y plantas comenzaron a denominarse zoofitos (latín sing: zoophytum; plural: zoophyta). Esta denominación habría surgido por primera vez en el siglo IV (ca. 350 d. C.) en la escuela neoplatónica siria. Dexipo, discípulo de Jámblico de Calcis, escribió: «La naturaleza no pasa directamente entre categorías, como por ejemplo entre animales y plantas, sino que ella tiene que idear un tipo de vida intermedia, tal como los zoofitos que unen ambos extremos y completan así ambas categorías».
Carlos Linneo era un firme partidario de la «Gran Cadena de los Seres» y, por tanto, ferviente partidario también del gradualismo. Prueba de ello es que fue uno de los primeros en usar la frase Natura non facit saltus, la cual ya había sido acuñada por el botánico John Ray en su obra Methodus Plantarum Nova de 1682.

## Economía
La frase Natura non facit saltus fue utilizada por Alfred Marshall como lema de su obra Principles of Economics, muy probablemente como un préstamo de la obra de Charles Darwin El origen de las especies.

## Física
Newton y Leibniz, coinventores del cálculo infinitesimal, usaron el principio de Natura non facit saltus como axioma de algunos de sus trabajos. La convicción de que las magnitudes físicas cambiaban de manera continua en el tiempo fue tácitamente aceptada durante siglos en diferentes contextos. El advenimiento de la mecánica cuántica y el sorprentente postulado del colapso de la función de onda chocaban con la idea expuesta por Newton y Leibniz, de hecho la expresión salto cuántico proviene de la máxima Natura non facit saltus, en alusión a que en la mecánica cuántica la «naturaleza sí parece operar a saltos».